# Jack Ging
Jack Lee Ging (Alva (Oklahoma), 30 november 1931 – La Quinta (Californië), 9 september 2022) was een Amerikaans acteur, die bij het Nederlands publiek vooral bekend werd als General 'Bull' Fullbright uit The A-Team, hoewel hij eerst twee andere gastrollen vertolkte in de serie. Ging was de enige acteur die on-screen stierf in The A-Team.
Ging was sinds 23 september 1978 getrouwd met zijn derde vrouw, Ramona 'Apache' Ging. 
In 2006 was hij tevens te zien in het programma Bring Back...The A-Team.
Hij stierf op 90-jarige leeftijd een natuurlijke dood.

## Filmografie
- Wings televisieserie - Coach Dan Mattay (Afl., Boys Will Be Girls, 1994)
- P.S.I. Luv You televisieserie - Sheriff Hollings (Afl. onbekend, 1991)
- War and Remembrance (Mini-serie, 1988) - Cmdr. William Berscher
- The Highwayman televisieserie - Admiraal (Afl., Frightmare, 1988)
- Ohara televisieserie - Rol onbekend (Afl., Open Season, 1988)
- Wiseguy (televisiefilm, 1987) - Sheriff Lewis Butcher
- Wiseguy televisieserie - Sheriff Lewis Butcher (Afl., Wiseguy: Part 1 & 2, 1987)
- Highway to Heaven televisieserie - Michael Gunn (Afl., Code Name: FREAK, 1986)
- The A-Team televisieserie - General 'Bull' Fullbright (6 afl., 1985, 5 keer 1986)
- Riptide televisieserie - Lt. Ted Quinlan (4 afl., 1984)
- Hardcastle and McCormick televisieserie - Joe Cagney (Afl., Just Another Round of That Old Song, 1983)
- The A-Team televisieserie - Border Patrol Lt. Taggart (Afl., Bad Time on the Border, 1983)
- Little House on the Prairie televisieserie - Mr. Brown (Afl., May I Have This Dance, 1983)
- The A-Team televisieserie - SWAT Captain Stark (Afl., A Small and Deadly War, 1983)
- The Winds of War (Mini-serie, 1983) - Destroyer Cmdr. Baldwin
- The Fall Guy televisieserie - Johnson (Afl., How Do I Kill You? Let Me Count the Ways, 1982)
- Quincy, M.E. televisieserie - Trucker Mickey Langford (Afl., Dead Stop, 1981)
- The Greatest American Hero televisieserie - Captain Tracy Winslow (Afl., My Heroes Have Always Been Cowboys, 1981)
- The Oklahoma City Dolls (televisiefilm, 1981) - C.C. Jamespon
- B.J. and the Bear televisieserie - Rol onbekend (Afl., Snow White and the Seven Lady Truckers: Part 1 & 2, 1981)
- Hart to Hart televisieserie - Drew Kendall (Afl., What Murder?, 1980)
- Galactica 1980 televisieserie - Collins (Afl., The Super Scouts: Part 1 & 2, 1980)
- The Misadventures of Sheriff Lobo televisieserie - Rol onbekend (Afl., First to Finish, Last to Show, 1980)
- Barnaby Jones televisieserie - Tom Powers (Afl., A Desperate Pursuit, 1979)
- Dear Detective televisieserie - Det. Chuck Morris (Afl. onbekend, 1979)
- Dear Detective (televisiefilm, 1979) - Det. Chuck Morris
- Starsky and Hutch televisieserie - Samuels (Afl., The Game, 1978)
- The Hardy Boys/Nancy Drew Mysteries televisieserie - Rol onbekend (Afl., Campus Terror, 1978)
- Fantasy Island televisieserie - Sgt. Fallon (Afl., Trouble, My Lovely/The Common Man, 1978)
- Project U.F.O. televisieserie - Captain Roy Gordon (Afl., Sighting 4004: The Howard Crossing Incident, 1978)
- Keefer (televisiefilm, 1978) - Benson
- What Really Happened to the Class of '65? televisieserie - Rol onbekend (Afl., Mr. Potential, 1978)
- Kojak televisieserie - Hackford (Afl., Cry for the Kids, 1977)
- Barnaby Jones televisieserie - Dave Hendricks (Afl., Sister of Death, 1977)
- Un autre homme, une autre chance (1977) - Priester (Niet op aftiteling)
- The Waltons televisieserie - Stuart Henry (Afl., The Inferno, 1977)
- The Bionic Woman televisieserie - Chief Inspector Hanson (Afl., Kill Oscar: Part 1, 2 & 3, 1976)
- Police Woman televisieserie - Captain Harris (Afl., Trial by Prejudice, 1976)
- Run, Joe, Run televisieserie - Rol onbekend (Episode 28 februari 1976)
- Cannon televisieserie - Rick Harney (Afl., The Wedding March, 1975)
- Barnaby Jones televisieserie - Wayne Houser (Afl., The Alpha-Bravo War, 1975)
- Kojak televisieserie - Leo Becker (Afl., The Good Luck Bomber, 1975)
- Little House on the Prairie televisieserie - Marshal Anders (Afl., Survival, 1975)
- Petrocelli televisieserie - James Wylie (Afl., The Gamblers, 1975)
- Joe Forrester televisieserie - Rol onbekend (Afl., Bus Station, 1975)
- The Impostor (televisiefilm, 1975) - Carl Rennick
- Caribe televisieserie - Polacheck (Afl., The Plastic Connection, 1975)
- Mannix televisieserie - Lt. Dan Ives (8 afl., 1968-1974)
- Petrocelli televisieserie - Wayne Jacoby (Afl., A Very Lonely Lady, 1974)
- Barnaby Jones televisieserie - Dr. Thomas Reston (Afl., Venus as in Fly Trap, 1974)
- The Six Million Dollar Man televisieserie - Rol onbekend (Afl., The Deadly Replay, 1974)
- Police Story televisieserie - Sergeant Valeir (Afl., Wolf, 1974)
- The ABC Afternoon Break televisieserie - Harry (Afl., Can I Save My Children?, 1974)
- The Disappearance of Flight 412 (televisiefilm, 1974) - Green
- Where the Red Fern Grows (1974) - Will Coleman
- Lassie televisieserie - Rol onbekend (Afl., Peace Is Our Profession, 1974)
- Wide World of Mystery televisieserie - Evans (Afl., Murder Impossible, 1974)
- The Magician televisieserie - Frank Denbo (Afl., The Illusion of the Deadly Conglomerate, 1974)
- The F.B.I. televisieserie - Selwyn (Afl., The $20,000,000 Dollar Hit, 1974)
- Owen Marshal: Counselor at Law televisieserie - Police Sgt. Gurney (Afl., A Killer with a Badge, 1974)
- That Man Bolt (televisiefilm, 1973) - Connie Mellis
- SSSSSSS (1973) - Sheriff Dale Hardison
- The Fabulous Doctor Fable (televisiefilm, 1973) - Lieutenant DeLusso
- High Plains Drifter (1973) - Morgan Allen
- Search televisieserie - Hall (Afl., Countdown to Panic, 1973)
- Mission: Impossible televisieserie - Hawks (Afl., Kidnap, 1972)
- The F.B.I. televisieserie - Keene (Afl., Canyon of No Return, 1972)
- Ironside televisieserie - Rol onbekend (Afl., Nightmare Trip, 1972)
- My Sister Hank (televisiefilm, 1972) - Willis Bennett
- O'Hara, U.S. Treasury televisieserie - Rol onbekend (Afl., Operation: Smokescreen, 1972)
- Medical Center televisieserie - Ward (Afl., Awakening, 1972)
- The Mod Squad televisieserie - Rol onbekend (Afl., I Am My Brother's Keeper, 1972|The Poisoned Mind, 1971)
- Die Sister, Die! (1972) - Edward
- Play Misty for Me (1971) - Frank
- Terror in the Sky (televisiefilm, 1971) - Controller
- O'Hara, U.S. Treasury (televisiefilm, 1971) - Agent Garrick
- The Virginian televisieserie - Owen (Afl., The Animal, 1971)
- Dan August televisieserie - Cpl. Wade Pollock (Afl., The Soldier, 1970)
- Hawaii Five-O televisieserie - Carl Anderson (Afl., Run, Johnny, Run, 1970)
- Lassie: Peace Is Our Profession (televisiefilm, 1970) - Rol onbekend
- The F.B.I. televisieserie - James Cober (Afl., The Cober List, 1969)
- Judd for the Defense televisieserie - Alec Slater (Afl., In a Puff of Smoke, 1968)
- Hang 'Em High (1968) - Marshal Hayes (Niet op aftiteling)
- Bonanza televisieserie - Cleve Louden (Afl., The Crime of Johnny Mule, 1968)
- Disneyland televisieserie - Lieutenant John (Afl., Willie and the Yank: The Mosby Raiders, 1968|Willie and the Yank: The Deserter, 1967)
- Mosby's Marauders (1967) - Lt. John Singleton Mosby
- Shane televisieserie - Kyle (Afl., The Silent Gift, 1966)
- Gunsmoke televisieserie - Simon Dobbs (Afl., Stage Stop, 1966)
- Intimacy (1966) - Jim Hawley
- The Trial's of O'Brien televisieserie - David Fields (Afl., A Horse Called Destiny, 1966)
- Bob Hope Presents the Chrysler Theatre televisieserie - McAllister (Afl., The War and Eric Kurtz, 1965)
- Kraft Suspense Theatre televisieserie - Captain Mike Andre (Afl., Streetcar, Do You Read Me?, 1965)
- The Eleventh Hour televisieserie - Dr. Paul Graham (Afl. onbekend, 1962-1964)
- Dr. Kildare televisieserie - Paul Graham PHD (Afl., Four Feet in the Morning, 1963)
- Pantomime Quiz televisieserie - Guest Panelist (Afl., Amanda Blake vs. Sebastian Cabot, 1963)
- Perry Mason televisieserie - Danny Pierce (Afl., The Case of the Lonely Eloper, 1962)
- Cain's Hundred televisieserie - Steve Strohm (Afl., The New Order, 1962)
- Tales of Wells Fargo televisieserie - Beau McCloud (Afl. onbekend, 1961-1962)
- Alfred Hitchcock Presents televisieserie - Detective Parks (Afl., Keep Me Company, 1961)
- Perry Mason televisieserie - James Kincannon (Afl., The Case of the Blind Man's Bluff, 1961)
- Michael Shayne televisieserie - Fred Palmer (Afl., It Takes a Heap o' Dyin', 1961)
- The Roaring 20's televisieserie - Senior Cadet Jim Everly (Afl., Among the Missing, 1961)
- Shirley Temple's Storybook televisieserie - Curdie Peterson (Afl., The Princess and the Goblins, 1961)
- Sniper's Ridge (1961) - Cpl. Sharack
- Sea Hunt televisieserie - Rol onbekend (Afl., Rescue, 1961)
- The Twilight Zone televisieserie - Young Man (Afl., The Whole Truth, 1961)
- The Deputy televisieserie - Jay Bennett (Afl., Three Brothers, 1960)
- Tess of the Storm Country (1960) - Peter Graves
- Lock Up televisieserie - Tom Chambers (Afl., The Beau and Arrow Case, 1960)
- Perry Mason televisieserie - Robert Chapman (Afl., The Case of the Slandered Submarine, 1960)
- Bat Masterson televisieserie - Billy Webb (Afl., Bat Trap, 1960)
- Desire in the Dust (1960) - Peter Marquand
- The Life and Legend of Wyatt Earp televisieserie - Johnny O'Rourke (Afl., Johnny Behind the Deuce, 1960)
- Letter to Loretta televisieserie - Ben Sloan (Afl., Linda, 1960)
- Wrangler televisieserie - Andy (Afl., Incident at the Bar M, 1960)
- The Man and the Challenge televisieserie - Jim Harper (Afl., Hurricane Mesa, 1960)
- Dead or Alive televisieserie - Rol onbekend (Afl., Jason, 1960)
- The Man and the Challenge televisieserie - Dan Wright (Afl., The Windowless Room, 1960)
- Black Saddle televisieserie - Boyd Parsons (Afl., Means to an End, 1960)
- Men Into Space televisieserie - Lt. Jerry Rutledge
- Ghost of a Dragstrip Hollow (1959) - Tony
- M Squad televisieserie - Bob Haskell (Afl., The Baited Hook, 1959)
- The Man and the Challenge televisieserie - Willie (Afl., The Visitors, 1959)
- Dead or Alive televisieserie - Royer (Afl., Bad Gun, 1959)
- Bat Masterson televisieserie - Clark Bassert (Afl., Dead Men Don't Pay Debts, 1959)
- Rally 'Round the Flag, Boys! (1958) - Hoxie's chauffeur (Niet op aftiteling)
- The Rough Riders televisieserie - Rol onbekend (Afl., The Governor, 1958)

- Biblioteca Nacional de España: XX1595489
- Bibliothèque nationale de France: cb14181592n (data)
- International Standard Name Identifier: 0000 0001 1451 5468
- Library of Congress Control Number: no2009093326
- Virtual International Authority File: 90553778
- WorldCat: E39PBJr3y4Pv9fMwpvw3cdDjG3